# Stade olympique de Rome
Pour les articles homonymes, voir Stade olympique.
Le stade olympique de Rome (en italien : stadio olimpico di Roma) est un stade construit en 1953 au cœur du Foro Italico au Nord de Rome. Il a notamment accueilli les Jeux olympiques d'été de 1960 et fut le théâtre des finales des Championnats d'Europe de football de 1968 et 1980 remportés par l'Italie et l'Allemagne de l'Ouest respectivement, ainsi que celle du Mondial 1990, remporté par l'Allemagne de l'Ouest contre l'Argentine.
Cette enceinte qui compte désormais 72 698 places (72 145 + 553 places de la tribune de presse) est principalement utilisée par les deux grands clubs de football de la capitale italienne : la Lazio et l'AS Rome. Les deux clubs s'y retrouvent notamment deux fois par an lors du sulfureux Derby de Rome.

## Histoire
Le stade est érigé au nord-ouest de la ville, dans une zone restée inondable jusque dans les années 1920. Le terrain est surélevé à cette période pour permettre aux militaires d'y pratiquer le tir. En 1928, l'architecte Enrico Del Debbio est chargé de transformer le lieu en complexe sportif avec un grand stade en son milieu. C'est le Stadio dei Cipressi (stade des cyprès) qui n'a rien du "grand stade" prévu au début du projet. Le régime fasciste a en effet décidé de doter le Stadio Nazionale del P.N.F., construit non loin de là, de toutes les attentions. De même, l'ensemble omnisports qui devait accompagner cette enceinte reste à l'état de projet.
Après la Seconde Guerre mondiale, le comité olympique italien qui administre l'enceinte, confie à l'architecte Annibale Vitellozzi la charge de bâtir sur ce très vaste terrain un nouveau stade de grande dimension. Cette enceinte est inaugurée le 17 mai 1953 à l'occasion d'un match de football opposant l'Italie et la Hongrie. Il prend le nom de Stadio Olimpico dès 1953, mais est parfois surnommé Stadio del Centomila (stade de 100 000 places) bien que sa capacité officielle oscille alors seulement entre 80 et 90 000 places. Le quartier du stade avait été rebaptisé Foro Italico dès la fin de la guerre.
L'enceinte est profondément rénovée entre 1987 et 1989 afin de permettre à l'Olimpico d'accueillir la finale de la Coupe du monde de football de 1990. Les tribunes du stade sont couvertes depuis cette période.
Compte tenu de la finale de la Ligue des champions 2009 affectée à Rome, le Stade olympique a subi un lifting intérieur (remplacement des sièges, normes de sécurité...) entre 2007 et 2008, ce qui a diminué la capacité à 72 698 sièges au lieu de 82 456 places précédemment.
En 2012, la Fédération italienne de rugby à XV organise les matchs du Tournoi des six nations dans l'enceinte du Stade olympique le temps de la rénovation du stade Flaminio qui accueille habituellement les rencontres du XV italien.
À la suite de problèmes rencontrés pour effectuer une mise aux normes et d'agrandissement de ce stade, la Fédération italienne de rugby décide que l'équipe nationale jouera ses matchs à domicile au Stade olympique et abandonne ses droits sur le stade Flaminio à la Fédération italienne de football.

## Événements sportifs
- Jeux olympiques d'été de 1960, 25 août – 11 septembre 1960
- Championnat d'Europe de football 1968
- Coupe du monde des nations d'athlétisme 1981
- Championnats du monde d'athlétisme 1987, 28 août – 8 septembre 1987
- Coupe du monde de football de 1990, 9 juin – 8 juillet 1990
- Coupe d'Europe des nations d'athlétisme 1993
- Golden Gala l'un des 14 meetings de la Ligue de diamant
- Tournoi des Six Nations depuis 2012
- Championnat d'Europe de football 2020
- Championnats d'Europe d'athlétisme 2024

### Coupe du Monde de football 1990
| Date           | Heure | Équipe 1             | Résultat | Équipe 2             | Tour                | Affluence |
| -------------- | ----- | -------------------- | -------- | -------------------- | ------------------- | --------- |
| 9 juin 1990    | 21 h  | Italie               | 1 - 0    | Autriche             | 1er tour, groupe A  | 73 303    |
| 14 juin 1990   | 21 h  | Italie               | 1 - 0    | États-Unis           | 1er tour, groupe A  | 73 423    |
| 19 juin 1990   | 21 h  | Italie               | 2 - 0    | Tchécoslovaquie      | 1er tour, groupe A  | 73 303    |
| 25 juin 1990   | 21 h  | Italie               | 2 - 0    | Uruguay              | Huitièmes de finale | 73 303    |
| 30 juin 1990   | 21 h  | Italie               | 1 - 0    | République d'Irlande | Quarts de finale    | 73 303    |
| 7 juillet 1990 | 21 h  | Allemagne de l'Ouest | 1 - 0    | Argentine            | Finale              | 73 603    |

|}

### Finales européennes des Coupes d'Europe des clubs
Cinq finales se jouèrent au Stadio Olimpico, la dernière en 2009.
| Date        | Match                                   | Résultat            | Compétition                                              | Affluence |
| ----------- | --------------------------------------- | ------------------- | -------------------------------------------------------- | --------- |
| 25 mai 1977 | FC Liverpool - Borussia Mönchengladbach | 3-1                 | Finale de la Coupe des clubs champions européens         | 52 078    |
| 30 mai 1984 | AS Rome - FC Liverpool                  | 1-1 ap (2-4 t.a.b.) | Finale de la Coupe des clubs champions européens         | 69 693    |
| 22 mai 1991 | AS Rome - Inter Milan                   | 1-0                 | Match retour de la finale de la Coupe UEFA (aller : 0-2) | 70 901    |
| 22 mai 1996 | Ajax Amsterdam - Juventus Turin         | 1-1 ap (2-4 t.a.b.) | Finale de la Ligue des champions                         | 67 000    |
| 27 mai 2009 | FC Barcelone - Manchester United        | 2-0                 | Finale de la Ligue des champions                         | 62 467    |

### Finale de la Coupe Intercontinentale des Clubs
| Date             | Match                        | Résultat | Compétition                  | Affluence |
| ---------------- | ---------------------------- | -------- | ---------------------------- | --------- |
| 28 novembre 1973 | Independiente-Juventus Turin | 1-0      | Coupe intercontinentale 1973 | 22 489    |

### Championnat d'Europe de football 2020
Quatre matchs de l'Euro 2020 ont lieu au Stade olympique de Rome, dont le match d'ouverture, et un quart de finale.
| Date           | Heure | Équipe 1 | Résultat | Équipe 2       | Tour               | Affluence |
| -------------- | ----- | -------- | -------- | -------------- | ------------------ | --------- |
| 11 juin 2021   | 21 h  | Turquie  | 0 - 3    | Italie         | 1er tour, groupe A | 12 916    |
| 16 juin 2021   | 21 h  | Italie   | 3 - 0    | Suisse         | 1er tour, groupe A | 12 445    |
| 20 juin 2021   | 18 h  | Italie   | 1 - 0    | Pays de Galles | 1er tour, groupe A | 11 541    |
| 3 juillet 2021 | 21 h  | Ukraine  | 0 - 4    | Angleterre     | Quart de finale    | 11 880    |

## Concerts d’artistes internationaux
| Date                  | Interprète(s)                         | Événement                      | Affluence | Notes |  |
| --------------------- | ------------------------------------- | ------------------------------ | --------- | --- |  |
| 23 juillet 1991       | Miles Davis                           | Groupe Pat Metheny             |           | |  |
| 8 juillet 1992        | Elton John                            | One Tour                       | 72 000    | |  |
| 5 juillet 1996        | Santana                               | 1996 Tour                      |           | |  |
| 7 juillet 1996        | Tina Turner                           | Wildest Dreams Tour            |           | |  |
| 9 juillet 1996        | Divers artistes                       | Live Link Festival             |           | |  |
| 10 juillet 1996       | Divers artistes                       | Live Link Festival             |           | |  |
| 29 juin 1999          | Backstreet Boys                       | Into the Millennium Tour       |           | |  |
| 7 juillet 2001        | Sting                                 | Brand New Day Tour             |           | |  |
| 23 juillet 2002       | The Cure                              | The Summer Festival Tour 2002  | 15 000    | |  |
| 10 juin 2005          | R.E.M.                                | Around the Sun Tour            |           | |  |
| 23 juillet 2005       | U2                                    | Vertigo Tour                   | 67 002    | |  |
| 16 juin 2006          | Roger Waters                          | The Dark Side of The Moon Life | 13 906    | |  |
| 17 juillet 2006       | Depeche Mode                          | Touring the Angel              | 40 000    | Le concert a été enregistré pour le projet d’albums live du groupe Recording the Angel.                                                        |  |
| 6 août 2006           | Madonna                               | Confession Tour                | 63 054    | |  |
| 20 juin 2007          | Iron Maiden                           | A Matter of the Beast Tour     |           | |  |
| 6 juillet 2007        | The Rolling Stones                    | A Bigger Bang                  | 40 000    | |  |
| 21 juillet 2007       | George Michael                        | 25 Live                        |           | |  |
| 6 septembre 2008      | Madonna                               | Sticky & Sweet Tour            | 57 690    | |  |
| 16 juin 2009          | Depeche Mode                          | Tour of the Universe           | 44 070    | Le concert a été enregistré pour le projet d’albums live du groupe Recording the Universe.                                                     |  |
| 19 juillet 2009       | Bruce Springsteen et le E Street Band | Working on a Dream Tour        | 37 834    | |  |
| 8 octobre 2010        | U2                                    | U2 360° Tour                   | 75 847    | La performance de Bad a été enregistrée pour l’album live du groupe U22: A 22 Track Live Collection de U2360°.                                 |  |
| 12 juin 2012          | Madonna                               | The MDNA Tour                  | 36 658    | |  |
| 28 juin 2012          | Divers artistes                       | soundRome 2012                 |           | |  |
| 6 juillet 2013        | Muse                                  | The 2nd Law World Tour         | 60 963    | Le concert a été filmé et enregistré pour le film de concert et l’album live live du groupe Live at Rome Olympic Stadium.                      |  |
| 20 juillet 2013       | Depeche Mode                          | The Delta Machine Tour         | 56 007    | |  |
| 28 juillet 2013       | Roger Waters                          | The Wall Live                  | 50 848    | |  |
| 25 juin 2017          | Depeche Mode                          | Global Spirit Tour             | 51 845    | |  |
| 15 et 16 juillet 2017 | U2                                    | The Joshua Tree Tour 2017      | 117 924   | La performance de « The Little Things That Give You Away » a été enregistrée pour l’album live du groupe Live Songs of iNNOCENCE + eXPERIENCE. |  |
| 26 juin 2018          | Pearl Jam                             | Pearl Jam 2018 Tour            | 50 000    | |  |
| 8 juillet 2018        | Beyoncé Jay-Z                         | On the Run II Tour             | 40 440    | |  |
| 16 juin 2019          | Ed Sheeran                            | ÷ Tour                         | 58 959    | |  |
| 20 juillet 2019       | Muse                                  | Simulation Theory World Tour   |           | |  |
| 18 juillet 2023       | Muse                                  | Will of The People             |           | |  |

## Revêtement
La piste d'athlétisme a été refaite plusieurs fois par la société Mondo contribuant à l'amélioration des records lors des championnats et des meetings du Golden Gala.

## Galerie

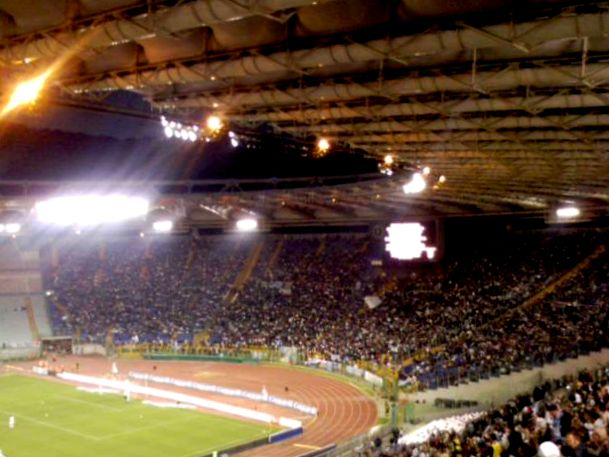
Curva Nord
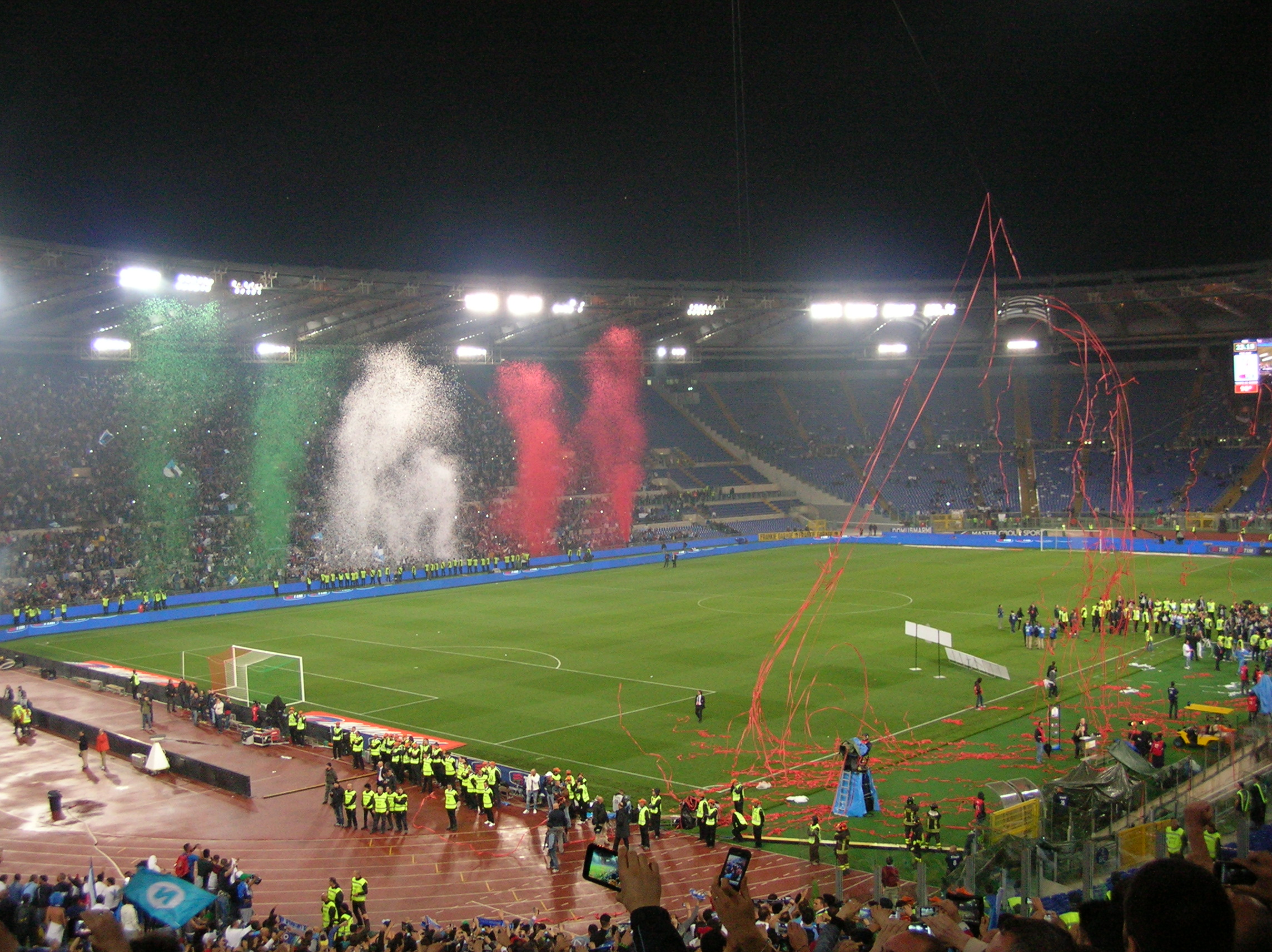
Coppa Italia 2012
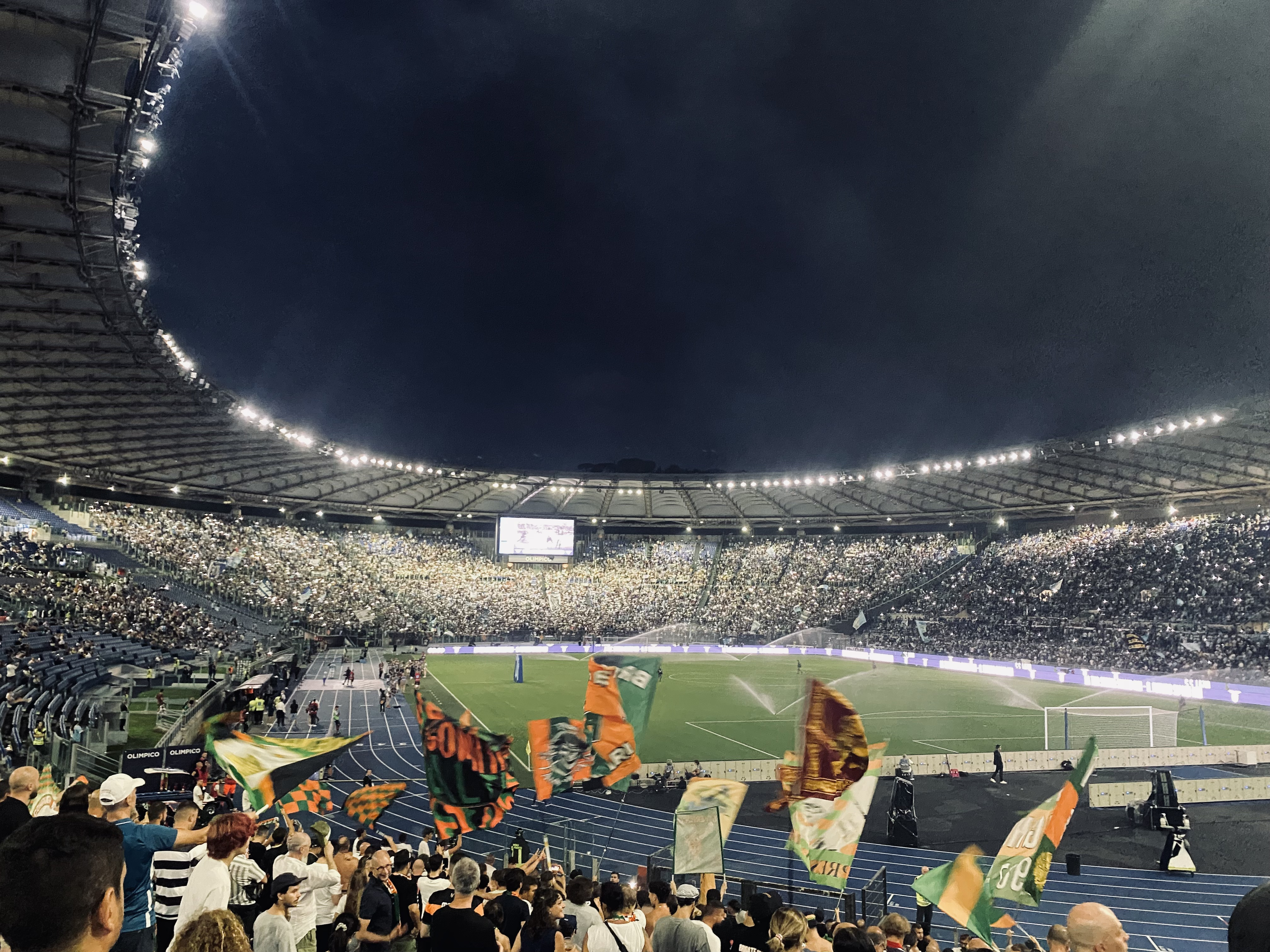
Vue du secteur visiteurs, lors d'un match Lazio Rome - Venezia FC